# Utzberg
Utzberg este o comună din landul Turingia, Germania.